# 云南土沉香
云南土沉香（学名：Excoecaria acerifolia）为大戟科海漆属下的一个种。